# SAP Open 2009
Il SAP Open 2009 è stato un torneo di tennis giocato sul cemento indoor. 
È stata la 121ª edizione del SAP Open facente parte dell'ATP World Tour 500 series nell'ambito dell'ATP World Tour 2009.
Si è giocato all'HP Pavilion di San Jose in California, dal 9 al 15 febbraio 2009.

## Partecipanti

### Teste di serie
| Giocatore             | Nazionalità     | Ranking* | Testa di serie |
| --------------------- | --------------- | -------- | -------------- |
| Andy Roddick          | Stati Uniti     | 6        | 1              |
| Juan Martín del Potro | Argentina       | 7        | 2              |
| James Blake           | Stati Uniti     | 11       | 3              |
| Radek Štěpánek        | Repubblica Ceca | 21       | 4              |
| Mardy Fish            | Stati Uniti     | 24       | 5              |
| Sam Querrey           | Stati Uniti     | 34       | 6              |
| Igor' Kunicyn         | Russia          | 43       | 7              |
| Robby Ginepri         | Stati Uniti     | 44       | 8              |

- Ranking al 9 febbraio 2009.

### Altri partecipanti
Giocatori che hanno ricevuto una Wild card:
- Lars Pörschke
- Marcos Baghdatis
- John Isner

Giocatori passati dalle qualificazioni:
- Michael Ryderstedt
- Dominik Meffert
- Todd Widom
- Andrea Stoppini
- Ramón Delgado (lucky loser, ha rimpiazzato Guillermo García López)

## Campioni

### Singolare
Radek Štěpánek ha battuto in finale  Mardy Fish, 3–6, 6–4, 6–2

### Doppio
Tommy Haas /  Radek Štěpánek hanno battuto in finale  Rohan Bopanna /  Jarkko Nieminen con il punteggio di 6–2, 6–3